# 定向行動
定向行動（Orientation and Mobility，縮寫 O&M），是一門有關如何協助視覺障礙者培養或重建其移動能力之專業，其功能在於訓練視覺障礙者透過感官知覺蒐集、判斷、選擇環境資訊，知道自身位置並計畫如何運用合適輔具及策略，以便安全、有效率地移動到目的地。
定向行動最常被連結於教導視障者使用白手杖。實際上，定向行動指導白手杖僅是其中一環，其他包括感官知覺訓練、建立對環境的心理地圖、人導法、徒手法、手杖技巧、路口/巷口定位及安全穿越、搭乘大眾交通運輸工具、尋求協助及與他人互動技巧等等。

## 定向行動之於視覺障礙者之重要性
無論是先天或是後天的視覺障礙者，如何安全有效的移動是首先要克服的難題。
視障者學習定向行動相關概念及技能，於下列各方面均有助益: 
- 心理安全感及提升自信
- 身體功能及健康維持與促進
- 溝通及社交技巧之維持與促進
- 經濟能力之獲得或回復
- 視障者提升獨立自主能力，減少依賴，同時減輕家人負擔及社會成本支出
- 視障者提升獨立自主能力，增加主動性，積極參與社會，履行公民義務

## 定向行動教學執行者
定向行動是由取得合格結訓證書或證照的定向行動訓練師（英語:O&M Specialist / O&M Instructor）執行。

## 功能性視覺評量
此評估是由專業定向行動訓練師施測，目的是瞭解視障者如何運用現有之視覺能力於日常生活中，有別於醫療人員之視力檢查及視覺訓練，強調的是日常生活中視覺運用之功能性。定向行動訓練師依據評估結果與視障者共同討論，訂定適切教學計畫及實施適性個別化教學。

## 相關機構單位
美國
- National Blindness Professional Certification Board (NBPCB)
- The Lighthouse for the Blind

加拿大
- Provincial Resource Centre for the Visually Impaired（PRCVI）

日本
- 筑波大学附属視覚特別支援学校

台灣
- 定向行動學會

澳洲
- Orientation & Mobility Association of Australasia